# Барон Фортивиот

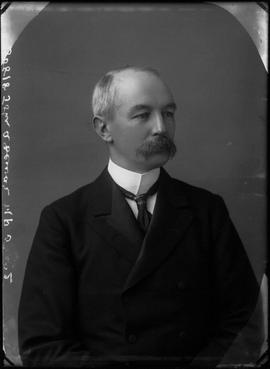
Джон Александр Дьюар, первый барон Фортевиот, 1900-е годы

Барон Фортевиот из Дапплина в графстве Пертшир — наследственный титул в системе Пэрства Соединённого королевства. Он был создан 4 января 1917 года для шотландского бизнесмена и либерального политика, сэра Джона Дьюара, 1-го баронета (1856—1929). Он был председателем компании шотландского виски «John Dewar and Sons» и заседал в Палате общин Великобритании от Инвернесс-Шира (1900—1917). 24 июля 1907 года для Джона Дьюара был создан титул баронета Дьюара из Дапплина в графстве Пертшир.
По состоянию на 2024 год носителем титула являлся его внук, Джон Джеймс Эвелин Дьюар, 4-й барон Фортевиот (род. 1938), который стал преемником своего отца в 1993 году, который, в свою очередь, стал преемником своего сводного брата в 1947 году.

## Бароны Фортевиот (1917)
- 1917—1929: Джон Александр Дьюар, 1-й барон Фортевиот (6 июня 1856 — 23 ноября 1929), четвертый сын Джона Дьюара (1805—1880)[1]
- 1929—1947: Джон Дьюар, 2-й барон Фортевиот (17 марта 1885 — 24 октября 1947), единственный сын предыдущего от первого брака[2]
- 1947—1993: Генри Эвелин Александр Дьюар, 3-й барон Фортевиот (23 февраля 1906 — 25 марта 1993), единственный сын 1-го барона Фортевиота от второго брака, сводный брат предыдущего[3]
- 1993 — настоящее время: Джон Джеймс Эвелин Дьюар, 4-й барон Фортевиот (род. 5 апреля 1938), старший сын предыдущего[4]
  - Наследник титула: достопочтенный Александр Дьюар (род. 4 марта 1971), единственный сын предыдущего[5]
    - Наследник наследника: Джеймс Александр Томас Дьюар (род. 5 июля 2000), единственный сын предыдущего[6].